# مستشفى العامرية العام
مستشفى العامرية العام أو مستشفى العامرية هي مؤسسة طبية حكومية تابعة وزارة الصحة والسكان تخدم حي أول العامرية وحي ثان العامرية وبعض الأحياء الأخرى

## الخدمات
تقدم جميع الخدمات والرعاية الصحية بداية من الفحوصات الطبية الشاملة ومرورًا بالخدمات التشخيصية المعمل والأشعة ووصولًا إلى العمليات والتداخلات الجراحية الكبرى والمتقدمة وذات مهارة أو طابع خاص
- وحدة أشعة مقطعية[12]
- موجات صوتية على القلب
- عيادة مخ وأعصاب
- قسم علاج طبيعي
- مركز حساسية أطفال
- وحدة رعاية القلب[1][13]